# José Francisco Jarque Canelles
José Francisco Jarque Canelles (Castelló de la Plana, 21 de setembre de 1971) va ser un ciclista valencià resident a La Vall d'Uixó. Fou professional del 1995 al 1998 i va combinar la carretera amb la pista.
Va participar en els Jocs Olímpics de 2000, acabant 12è a la prova de Persecució per equips.

## Palmarès en ruta
- 1994
  - 1r a la Volta a Lleó
- 1997
  - Vencedor d'una etapa al Circuito Montañés
  - 2n a la Volta a Navarra

### Resultats a la Volta a Espanya
- 1995. 82è de la classificació general

## Palmarès en pista
- 1993
  -  Campió d'Espanya en Persecució per equips amb Santos González, Miguel Angel Toledo i José Barea
- 1996
  -  Campió d'Espanya en Persecució per equips amb Santos González, V. Calvo i Guillermo Ferrer
- 2000
  -  Campió d'Espanya en Madison amb Javier Carrión